# Alessandro Andreozzi
Pour les articles homonymes, voir Andreozzi.

Alessandro Andreozzi (né le 2 juin 1991 à Macerata) est un pilote de vitesse moto italien.

## Résultats

### Par saison
| Saison | Catégorie | Moto     | Course | Victoire | Podium | Pôle | Record du tour | Points | Classement final |
| ------ | --------- | -------- | ------ | -------- | ------ | ---- | -------------- | ------ | ---------------- |
| 2011   | Moto2     | FTR      | 1      | 0        | 0      | 0    | 0              | 0      | NC               |
| 2012   | Moto2     | FTR      | 3      | 0        | 0      | 0    | 0              | 0*     | NC*              |
| 2012   | Moto2     | Speed Up | 3      | 0        | 0      | 0    | 0              | 0*     | NC*              |
| Total  |           |          | 4      | 0        | 0      | 0    | 0              | 0      |                  |

- * Saison en cours.

### Courses par année
(Les courses en italiques indique le record du tour)
| Année | Catégorie | Moto     | 1   | 2   | 3   | 4   | 5   | 6       | 7   | 8       | 9       | 10  | 11  | 12      | 13  | 14  | 15  | 16  | 17  | classement final | Points |
| ----- | --------- | -------- | --- | --- | --- | --- | --- | ------- | --- | ------- | ------- | --- | --- | ------- | --- | --- | --- | --- | --- | ---------------- | ------ |
| 2011  | Moto2     | FTR      | QAT | SPA | POR | FRA | CAT | GBR     | NED | ITA     | GER     | CZE | IND | RSM Ret | ARA | JPN | AUS | MAL | VAL | NC               | 0      |
| 2012  | Moto2     | FTR      | QAT | SPA | POR | FRA | CAT | GBR Ret |     |         |         |     |     |         |     |     |     |     |     | NC*              | 0*     |
| 2012  | Moto2     | Speed Up |     |     |     |     |     |         | NED | GER Ret | ITA Ret | IND | CZE | RSM     | ARA | JPN | MAL | AUS | VAL | NC*              | 0*     |

- Saison en cours.